# NGC 7292
NGC 7292 (również PGC 68941 lub UGC 12048) – galaktyka nieregularna (IBm), znajdująca się w gwiazdozbiorze Pegaza. Odkrył ją Édouard Jean-Marie Stephan 6 września 1872 roku. Jest to galaktyka o niskiej jasności powierzchniowej.
W galaktyce tej zaobserwowano supernową SN 1964H.